# General of the Armies
General of the Armies (eller den fulde titel  General of the Armies of the United States) er den højest mulige rang i United States Army.
I USAs historie er der kun to personer, som har været indehavere af denne rang. Det er John J. Pershing og posthumt, George Washington.
Denne rang skal ikke forveksles med rangen  General of the Army, genoprettet under anden verdenskrig, som ligger umiddelbart under i rangfølgen. Denne rang er for øjeblikket, 2011, ikke besat og har aldrig været anvendt i den amerikanske hær af en aktiv hærofficer samtidig med rangen General of the Army.
Det er ikke helt klart hvordan de to range legalt kan sammenlignes, blandt andet er det misvisende at førstnævnte er en firestjernet general-officer medens den underliggende rang er femstjernet.